# Huset Liechtenstein
Huset Liechtenstein regnes blandt de ældste adelsfamilier i Europa. I 1136 bliver navnet brugt første gang af Hugo von Liechtenstein. Familien tæller over hundrede medlemmer, hvoraf kun en del bor i fyrstedømmet Liechtenstein.

## Oprindelse
Navnet kom fra Borgen Liechtenstein sydligt for Wien. I området omkring denne stamborg og ved Niederösterreichs nord-øst-grænse havde de tidlige Liechtensteinere hovedsæde.
Den ubrudte anerække af Liechtensteinere begyndte med Heinrich I. von Liechtenstein (død 1265/66), der holdt området ved Mikulov i Sydmähren som fri ejendom.

## Fyrstefamilien i dag
Fyrsten er regent over det fyrstlige hus og våger derfor ifølge husreglen over fyrstehusets "anseelse, ære og velfærd" (tysk: Ansehen, Ehre und Wohlfahrt). Efter fyrst Franz Josef II.s død d. 13. november 1989 overtog fyrst Hans-Adam II. højsædet.
Fyrstefamilien vælger hvert femte år et familieråd.
Fyrst Hans-Adam II. og fyrstinde Marie har 4 børn:
- Arveprins Alois, født 11. juni 1968
- Prins Maximilian, født 16. maj 1969
- Prins Constantin, født 15. marts 1972
- Prinsesse Tatjana, født 10. april 1973.